# Чурілін Арсеній Павлович
Арсе́ній Па́влович Чурі́лін (нар. 1909 — пом. 1957) — радянський військовий льотчик часів Другої світової війни, підполковник авіації. Герой Радянського Союзу (1944).

## Життєпис
Народився 16 травня 1909 року в місті Ризі (Латвія) в родині службовця. Росіянин. Під час Першої світової війни та німецької окупації Прибалтики у 1916 році разом з матір'ю переїхав до Калузької губернії. Мешкав у селі Песочня (нині — місто Кіров Калузької області РФ). У 1922 році закінчив школу, у 1926 році — професійно-технічну школу. Працював слюсарем на фаянсовій фабриці. Член ВКП(б) з 1931 року.
У лавах РСЧА з 1932 року. У 1933 році закінчив Одеську військову авіаційну школу льотчиків. Проходив військову службу у Воронежі, згодом — у Забайкальському військовому окрузі. У серпні 1937 року брав участь у пошуках зниклого літака Сигізмунда Леваневського. У 1939 році брав участь у боях біля річки Халхин-Гол у Монголії.
Учасник німецько-радянської війни з серпня 1941 року у складі 432-го важкого бомбардувального авіаційного полку 81-ї авіаційної дивізії далекої дії. 10 серпня 1941 року як другий пілот літака Пе-8 брав участь у нальоті на Берлін. Протягом осені 1941 року також завдавав бомбових ударів по ворожих комунікаціях і залізничних вузлах Орша, Псков, Стара Руса, Смоленськ, бомбив мости через Волгу біля Калініна.
З 1942 року літав у складі екіпажу капітана О. Додонова. Здійснював бомбові удари по великих залізничних вузлах, аеродромах і штабах ворога в Курську, Львові, Орлі, Брянську, Харкові, Білгороді, Полтаві, а також протягом липня — вересня 1942 року здійснив 10 далеких вильотів на бомбардування військово-промислових об'єктів Берліна, Данцига, Кенігсберга, Бухареста, Варшави.
З березня 1943 року капітан А. П. Чурілін — командир корабля 746-го авіаційного полку далекої дії 45-ї авіаційної дивізії далекої дії.
До 28 жовтня 1943 року командир корабля 25-го гвардійського авіаційного полку далекої дії гвардії майор А. П. Чурілін здійснив 146 нічних бойових вильотів на літакові Пе-8 із загальним нальотом 630 год. 20 хв., у тому числі на бомбардування військово-промислових і політичних центрів Німеччини: Берлін (11.08.1942), Данциг (18.08.1942), Бухарест (13.09.1942), Варшаву (20.08.1942, 01.09.1942), Кенігсберг (19.07.1942, 23.07.1942, 25.07.1942, 29.07.1942, 09.09.1942, 28.04.1943). Виконував спецзавдання в перекидання десанту і вантажів на території Угорщини.
Після закінчення війни продовжив військову службу у ВПС СРСР. У травні 1947 року призначений командиром ескадрильї одного з важких авіаційних полків. У вересні 1947 року підполковник А. П. Чурілін за станом здоров'я вийшов у запас.
Мешкав на станції Кратово Раменського району Московської області, де й помер 10 лютого 1957 року. Похований на Биковському кладовищі в місті Жуковський Московської області.

## Нагороди
Указом Президії Верховної Ради СРСР від 13 березня 1944 року за зразкове виконання бойових завдань командування на фронті боротьби з німецькими загарбниками та виявлені при цьому відвагу і героїзм, гвардії майорові Чуріліну Арсенію Павловичу присвоєне звання Героя Радянського Союзу з врученням ордена Леніна і медалі «Золота Зірка» (№ 3342).
Також нагороджений двома орденами Червоного Прапора (17.11.1939, 20.08.1941), орденами Вітчизняної війни 1-го ступеня (18.02.1943), Червоної Зірки і медалями.

## Пам'ять
Ім'ям Арсенія Чуріліна названо вулиці в селищі Кратово Московської області і в місті Кірові Калузької області Росії.